# Eureka (Missouri)
Pour les articles homonymes, voir Eurêka (homonymie).
Eureka est une ville du comté de Saint Louis dans le Missouri.
En 2010, sa population était de 10 189 habitants.
Eureka a été fondé en 1858, le long de la voie ferrée de la Pacific Railroad. En 1890, le village comptait une centaine d'habitations. Il a été incorporé en 1954, et se trouve le long de la U.S. Route 66. On y trouve le Route 66 State Park et le parc d'attraction Six Flags St. Louis.